# Montbouy
Montbouy é uma comuna francesa na região administrativa do Centro, no departamento Loiret. Estende-se por uma área de 26,21 km². Em 2010 a comuna tinha 755 habitantes (densidade: 28,8 hab./km²).